# Brad Vigon
Brad Vigon (* 7. April 1969 in Santa Monica, Kalifornien, USA) ist ein ehemaliger australisch-US-amerikanischer Eishockeyspieler und jetziger -trainer. Seit 2016 ist er Cheftrainer der australischen Eishockeynationalmannschaft.

## Karriere
Brad Vigon begann seine Karriere als Eishockeyspieler in diversen nordamerikanischen Juniorenligen. Zunächst spielte er in der Saison 1987/88 bei den Penticton Knights in der kanadischen Juniorenliga British Columbia Hockey League. Anschließend verbrachte er je eine Spielzeit bei den Lytes Rustlers in der NAJHL sowie in der Saison 1989/90 bei den Los Angeles Jets aus der PCHL und den Minot Top Guns aus der Saskatchewan Junior Hockey League. Im Sommer 1990 ging der Center nach Europa, wo er je eine Spielzeit lang bei Mikkelin Jukurit in der II divisioona, der dritten finnischen Spielklasse, den Dordrecht Lions in der zweiten niederländischen Liga und Värnamo GIK in der Division 3, der damals vierthöchsten schwedischen Spielklasse, auf dem Eis stand. Anschließend beendete er zwischenzeitlich seine Karriere, ehe er 2003 zum Melbourne Ice in die Australian Ice Hockey League wechselte, für die bis zu seinem Karriereende 2010 spielte. Sein größter Erfolg mit den Melbourne Ice als Spieler war der Gewinn des Goodall Cups, des australischen Meistertitels, in seiner letzten Saison 2010.

### International
Für Australien nahm Vigon an der Weltmeisterschaft der Division II 2008 teil und stieg mit seiner Mannschaft in die Division I auf. Dabei erzielte er in fünf Spielen ein Tor und gab eine Vorlage.

### Trainerkarriere
Nachdem Vigon 2010 bereits neben seiner Tätigkeit als Spieler als Assistenztrainer seiner Mannschaft aktiv gewesen war, stand er 2011 ausschließlich als Assistenztrainer hinter der Bande und konnte mit den Melbourne Ice erneut den Goodall Cup gewinnen. Von 2013 bis 2015 war er Cheftrainer beim Lokalrivalen Mustangs IHC, mit denen er 2014 erstmals als Hauptverantwortlicher den Goodall Cup gewinnen konnte.
International war er bei der Weltmeisterschaft 2013 Assistenztrainer der Australier in der Division II. Bei der Weltmeisterschaft 2016 fungierte er erstmals als Cheftrainer der Australier und führte sie nach dem Abstieg im Vorjahr wieder von der B- in die A-Gruppe der Division II. Dort war er in gleicher Funktion bei den Weltmeisterschaften 2017 und 2018 tätig.

## Erfolge und Auszeichnungen
- 2008 Aufstieg in die Division I bei der Weltmeisterschaft der Division II, Gruppe B
- 2010 Goodall-Cup-Gewinn mit dem Melbourne Ice
- 2011 Goodall-Cup-Gewinn mit dem Melbourne Ice (als Assistenztrainer)
- 2014 Goodall-Cup-Gewinn mit dem Mustangs IHC (als Cheftrainer)
- 2016 Aufstieg in die Division II, Gruppe B, bei der Weltmeisterschaft der Division II, Gruppe B (als Cheftrainer)